# Maiara Barreto
Maiara Regina Pereira Barreto (Jacareí, 6 de julho de 1987) é uma modelo e nadadora paralímpica brasileira. Tornou-se tetraplégica após acidente de moto sofrido em 2009, mas buscou a natação como refúgio. A partir de 2016, conquistou títulos paraolímpicos e figura entre as principais atletas do Brasil na modalidade. Em 2021, tornou-se embaixadora global da marca de cosméticos INOAR.

## Biografia

### Acidente e retomada
Em 2009, aos 22 anos, Maiara Barreto sofreu um acidente de moto, causando uma lesão medular que a deixou paraplégica. Como consequência dos traumas sofridos, passou mais de 5 meses internada em diferentes hospitais e precisou interromper o curso de farmácia na Universidade de São Paulo (USP), bem como a carreira de modelo.
Após a fase crítica, Maiara buscou retomar a rotina através da natação, esporte que praticava anteriormente. Sobre o contato com as piscinas, ela declarou:
| “                                | - Sofri uma lesão medular e a natação ajudou muito a voltar à rotina, a fazer as minhas coisas de forma independente. Ajudou bastante. | ” |
| — Maiara Barreto, para "O Globo" | |   |

Após se recuperar, Maiara concluiu a graduação em farmácia na USP. Em 2015, morava sozinha na capital paulista e trabalhava em uma empresa multinacional. Também prosseguiu com a carreira de modelo, aparecendo em ensaios fotográficos e em campanhas de marcas de beleza.

### Natação paraolímpica
Em razão da dedicação e dos treinos nas piscinas, Barreto classificou-se para os Jogos Paralímpicos de 2016, no Rio de Janeiro. Na ocasião, competiu e chegou à final dos 100 metros livre S3, concluindo a prova na última posição, quase um minuto depois de Zulfiya Gabidullina, do Cazaquistão, vencedora da prova. O resultado, contudo, foi um marco para a atleta, que ao final da prova comemorou o clima e a torcida que recebeu do público.
Em 2018, competindo na equipe do Instituto Mara Gabrilli, conquistou uma medalha de ouro e duas de prata na 1ª fase nacional do Circuito Loterias CAIXA.
Em 2019, Maiara quebrou o recorde brasileiro nos 50m peito, da classe SB2, com o tempo de 2min06s37. Na ocasião ela competia na Regional SP do Circuito Brasil Loterias Caixa e conquistou seis medalhas de ouro na disputa.
Nos anos seguintes, Maiara passou a registrar marcas mais expressivas. Nos Jogos Parapan-Americanos de 2019, em Lima, foi prata nos 50 metros costas.
Disputou os Jogos Paralímpicos de Verão de 2020, realizados em 2021, em Tóquio. Chegou na quarta posição durante a final dos 50 metros costas.
No Campeonato Mundial de Natação Paralímpica de 2022, realizado na Madeira, em Portugal, foi bronze nos 50 metros costas, quarto lugar nos 100 metros livre  e 5º lugar nos 50 metros livre.
Em 2023, classificou-se para o Mundial de Nado Livre S3 (200m) a ser realizado em Manchester. Na competição, realizada em agosto, alcançou a quarta colocação, finalizando com o tempo de 4min40s19.

### Modelo e embaixadora
Maiara deu continuidade à carreira de modelo e em 2015 estrelou uma campanha que se inspirava na diversidade e na inclusão social promovida pela marca de cosméticos brasileira INOAR.
Em 2021 retornou à INOAR, desta vez como embaixadora global da marca, representando beleza e diversidade.